# Hněvošice

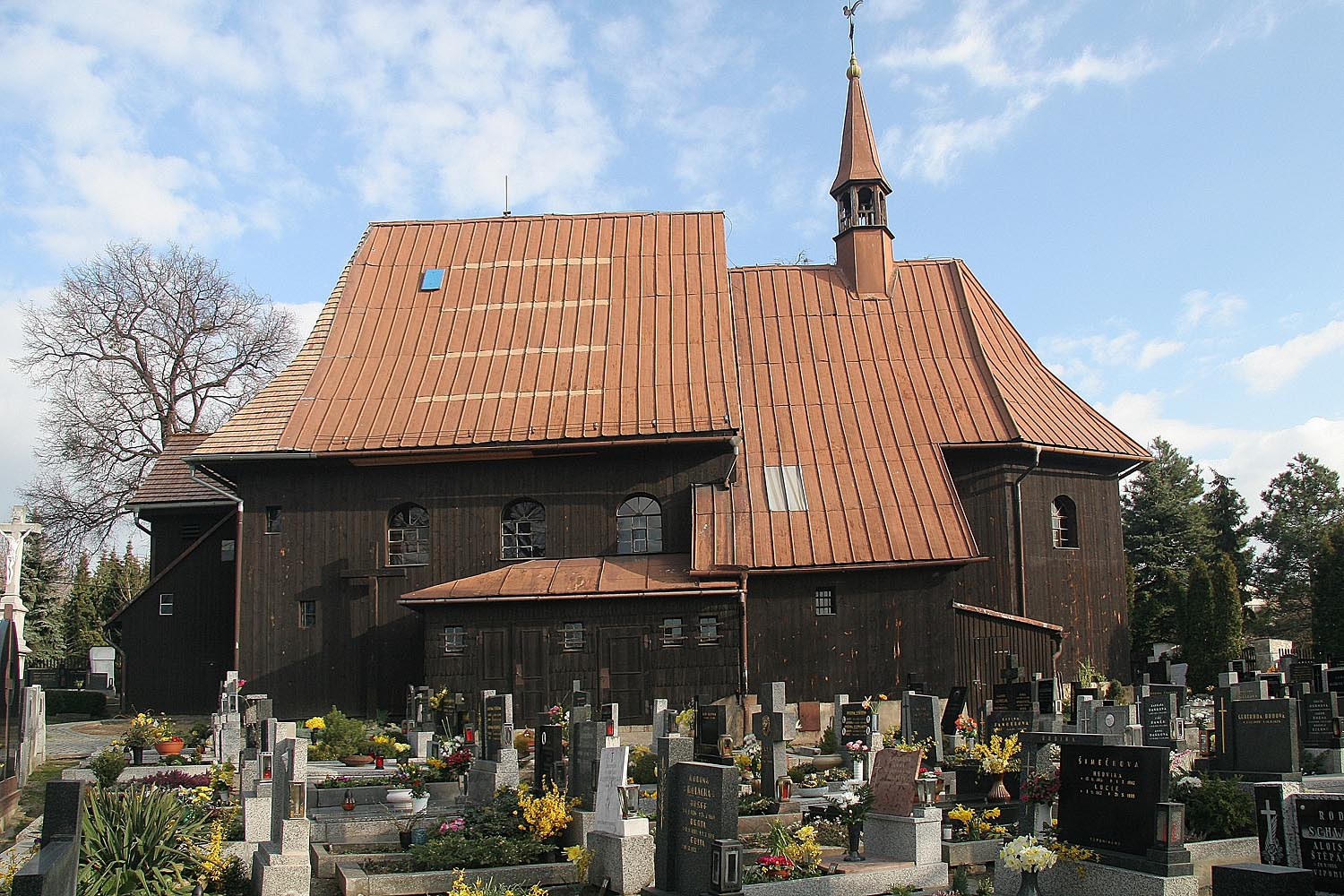
Schrotholzkirche St. Peter und Paul

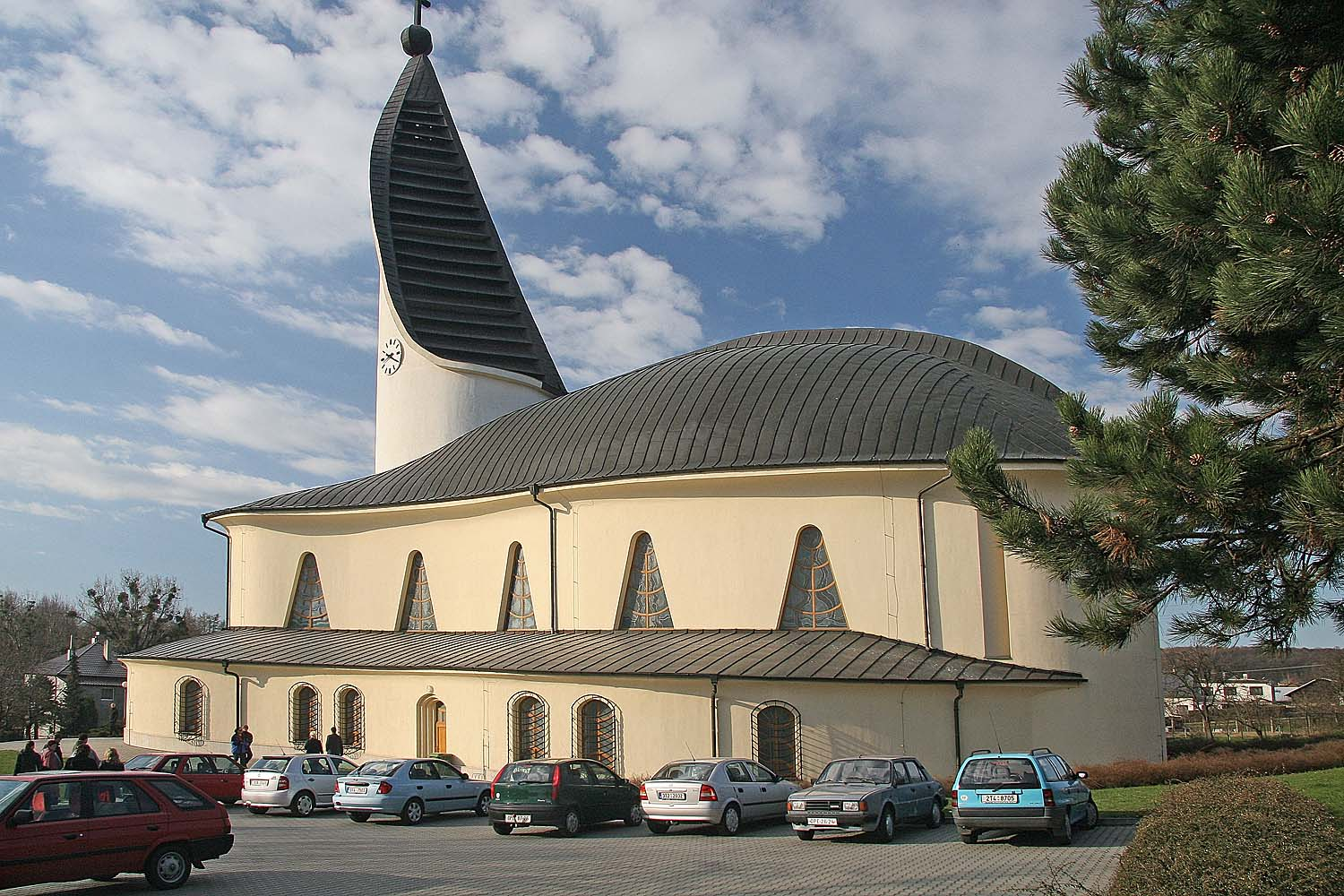
Kirche zum Guten Hirten

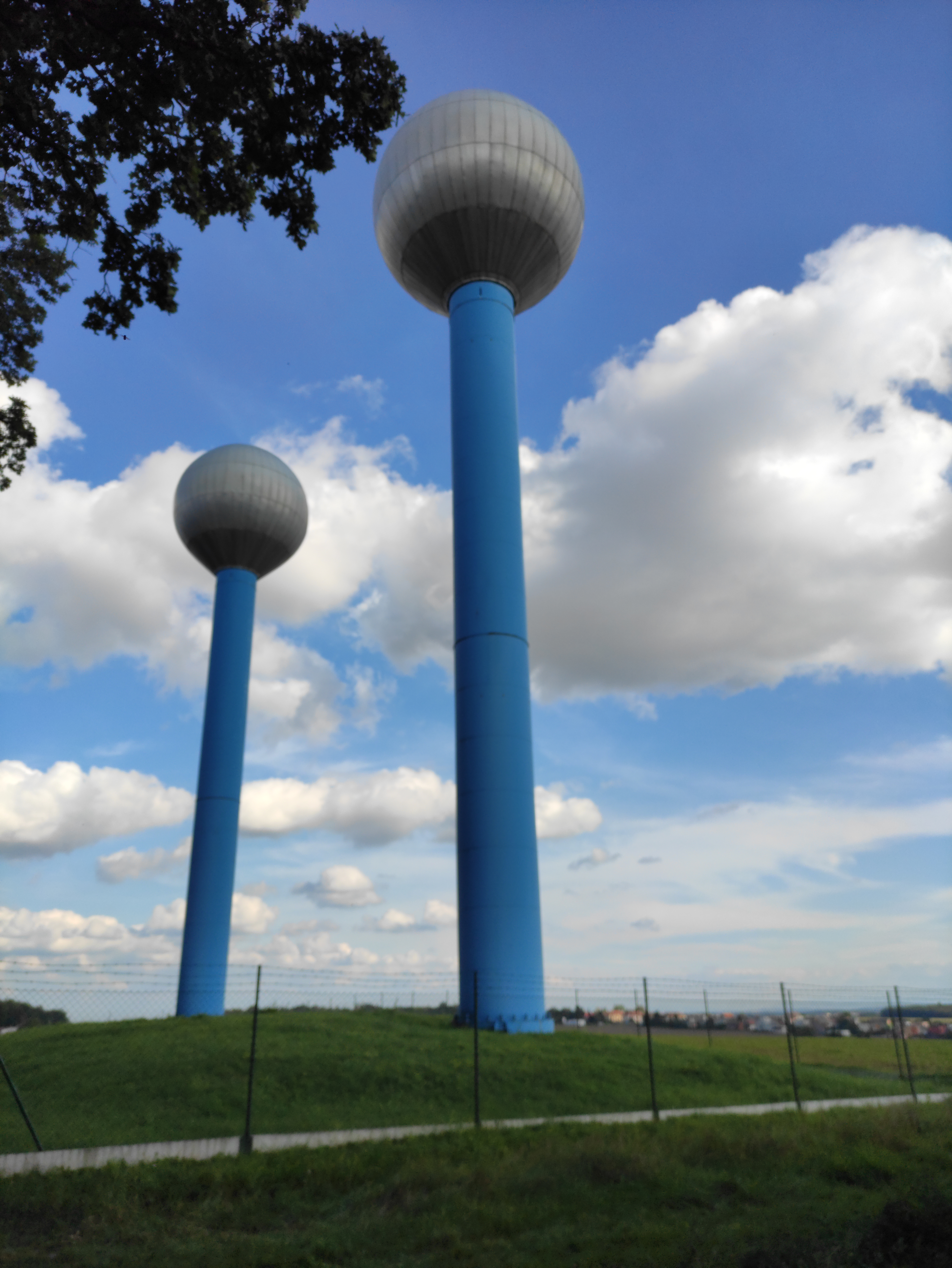
Wassertürme am Hněvošický háj

Hněvošice (deutsch Schreibersdorf, polnisch Gniewoszyce, volkstümlich Něboščice) ist eine Gemeinde in Tschechien. Sie liegt elf Kilometer nordöstlich des Stadtzentrums von Opava (Troppau) an der polnischen Grenze und gehört zum Okres Opava.

## Geographie
Das Straßendorf Hněvošice befindet sich im Tal des Baches Hněvošický potok in der Hlučínská pahorkatina (Hultschiner Hügelland). Durch den Ort führt die Staatsstraße I/46 von Opava nach Sudice (Zauditz). Westlich des Dorfes erstreckt sich das Waldgebiet Hněvošický háj (Exnerhain); gegen Nordwesten – auf polnischen Gebiet – entlang der Staatsgrenze das Rezerwat Rozumice (Rösnitzer Busch). Östlich liegt der Gipssteinbruch Kobeřice. Im Westen erheben sich der Almin kopec (315 m n.m.), der Obecník (313 m n.m.) und der Gładysz (Glatzeberg, 315 m n.p.m.), nordwestlich die Ostroga (Klimmberg, 298 m n.p.m.).
Nachbarorte sind Krotoszyn (Krotfeld) und Třebom (Thröm) im Norden, Ściborzyce Wielkie (Steuberwitz), Przysieczna (Vorwerk Lichtenhof) und Rohov (Rohow) im Nordosten, Strahovice (Strandorf) im Osten, Kobeřice (Köberwitz) im Südosten, Vrbka (Weidental) im Süden, Služovice (Schlausewitz) und Oldřišov (Odersch) im Südwesten, Pilszcz (Piltsch) und Pilszcz-Osiedle im Westen sowie Rozumice (Rösnitz) im Nordwesten.

## Geschichte
Archäologische Funde belegen eine frühzeitliche Besiedlung des Gemeindegebietes. Im Wald Hněvošický háj befinden sich sechs bronzezeitliche Hügelgräber, in die zu Zeiten des Mährerreichs slawische Gräber eingebettet wurden.
Die erste urkundliche Erwähnung erfolgte 1349 unter dem Namen Schreiberdorf im Troppauer Stadtbuch, als das im Herzogtum Troppau gelegene Dorf zur Leistung des Brückenkorns – einer Naturalienabgabe für die Unterhaltung der städtischen Brücken und Wege – verpflichtet wurde. Besitzer des Gutes waren zu dieser Zeit die hier ansässigen Brüder Trutwin und Witek. Wenig später lässt sich auch der tschechische Nane Hněvošice nachweisen. Bei der Teilung des Herzogtums Troppau im Jahre 1377 gehörte das Gut dem Zbyněk Hřivnáč. Zu den nachfolgenden Besitzern gehörten Johann und Wenzel Kyjovec von Lukavec. Die Herren Kyjovec von Lukavec ließen den Herrenhof zu einer Feste ausbauen, die 1501 erstmals erwähnt wurde.
Danach sind Mathias Bystřický von Studnitz, Johann von Krawarn und Nikolaus von Tworkau und Dworisko als Besitzer des Gutes überliefert. Die Namensform Schreibersdorf ist seit 1630 nachweislich. Die vakante Pfarrei Schreibersdorf wurde 1677 als Kommendat dem Pfarrer in Odersch übertragen und die sonntägliche Messe abwechselnd in Odersch und Schreibersdorf abgehalten. Zu Beginn des 18. Jahrhunderts wurde die Feste durch einen Brand zerstört. Die Herren Sahrer von Sahr ließen an ihrer Stelle ein kleines Barockschloss als Herrensitz errichten. Als 1725 in Odersch ein neues Pfarrhaus errichtet wurde, verweigerte die Schreibersdorfer Kirchgemeinde ihre Beteiligung; vermutlich bestand in Schreibersdorf zu dieser Zeit noch ein gebrauchsfähiges Pfarrhaus. Die Streitigkeit führte dazu, dass der Oderscher Pfarrer fortan nur noch an jedem dritten Sonntag nach Schreibersdorf kam, um die Messe zu halten und die Schreibersdorfer Kirche seit dieser Zeit nicht mehr als Pfarrkirche, sondern als Tochterkirche angesehen wurde. 1729 zerstörte ein Großbrand große Teile des Dorfes. Die neue Kirche wurde 1730 geweiht. Die lachische Namensform Něboščice lässt sich 1736 erstmals nachweisen.
Nach dem Ersten Schlesischen Krieg fiel Schreibersdorf 1742 wie fast ganz Schlesien an Preußen. 1743 wurde das Dorf dem neugebildeten Kreis Leobschütz zugeordnet. Die Herren Sahrer von Sahr hielten das Gut Schreibersdorf bis 1777. Das Schloss verlor nach dem Verkauf des Gutes im Jahre 1795 an den Besitzer der Herrschaft Odersch, Johann Nepomuk Wilczek von Gutenland seine Bedeutung als Herrensitz und ging schließlich im Meierhof auf. Wilczek überschrieb die Herrschaft 1799 seinem Schwager Ernst Joachim von Strachwitz auf Polnisch-Krawarn, der 1826 von seinem Sohn Johann beerbt wurde. Im Zuge der Kreisreform vom 1. Januar 1818 wurde Schreibersdorf dem Kreis Ratibor zugewiesen.
1830 standen in Schreibersdorf bzw. Nieboszic 58 Häuser; das Dorf hatte 328 katholische Einwohner.
Im Ort gab es ein herrschaftliches Vorwerk und eine Filialkirche der Pfarrei Odersch. Johann von Strachwitz verkaufte die Herrschaft Odersch 1835 an Eduard von Lichnowsky. Dieser veräußerte sie 1839 an Arnold und Franz Xaver Lejeune. Ein Mitte der 1830er Jahre entdecktes Gipssteinlager erwies sich als nicht abbauwürdig. 1841 wurde eine neue Schule errichtet.
Im Jahre 1845 bestand Schreibersdorf bzw. Nieboszyce aus 68 Häusern. In dem Dorf mit 493 Einwohnern (darunter zwölf Protestanten) gab es ein Vorwerk, eine Brennerei, eine Wassermühle, eine katholische Schule und zwei Wirtshäuser. Erwähnung fand auch eine alte dreigriffige Linde auf dem Kirchhof, aus deren hohlen Stamm drei schenkelstarke Birnbäume herauswuchsen. Besitzer der Gutsherrschaft war der Bankier Johann Jacob Lejeune aus Verviers. Im Jahre 1864 gliederte sich das an der Ratibor-Troppauer Chaussee gelegene Dorf Schreibersdorf  bzw. Nebostice in die Gemeinde und das Rittergut. Die Gemeinde bestand aus neun Bauernhöfen, einer Wassermühle, 40 Gärtnern und 22 Häuslerstellen. Zu Schreibersdorf gehörten u. a. 315 Morgen gutes Ackerland und 29 Morgen Gärten. In der Schule wurde 94 Kinder unterrichtet. Zum Rittergut gehörten u. a. 1258 Morgen Acker, 400 Morgen Wald und 120 Morgen Wiesen. 1869 bestand Schreibersdorf aus 81 Häusern und hatte 528 Einwohner. Im Mai 1874 wurden die Landgemeinde und der Gutsbezirk Schreibersdorf Teil des Amtsbezirkes Odersch. Im Jahre 1900 hatte Schreibersdorf 663 Einwohner, 1910 waren es 621.
Aufgrund des Versailler Vertrages von 1919 wurde Schreibersdorf am 4. Februar 1920 als Teil des Hultschiner Ländchens der Tschechoslowakei zugeschlagen. Beim Zensus von 1921 lebten in den 90 Häusern der Gemeinde Hněvošice/Schreibersdorf 629 Personen, darunter 583 Tschechen und 42 Deutsche. Im Jahre 1923 entstand in Hněvošice eine eigene Pfarrei. 1928 wurde die Gemeinde in den Okres Opava / Bezirk Troppau umgegliedert. Im Jahre 1930 lebten in den 112 Häusern von Hněvošice/Schreibersdorf 694 Personen.
Nach dem Münchener Abkommen wurde Schreibersdorf am 8. Oktober 1938 zusammen mit dem Hultschiner Ländchen vom Deutschen Reich besetzt. Die Gemeinde gehörte nunmehr zum Landkreis Hultschin, der 1939 dem Landkreis Ratibor in der preußischen Provinz Oberschlesien eingegliedert wurde. Am 17. Januar 1939 wurde der Amtsbezirk Odersch aus den Gemeinden Odersch, Schlausewitz, Schreibersdorf und Weidental wiedererrichtet. Die vorgesehene Änderung des Gemeindenamens in Schreibersdorf (Kr. Ratibor) wurde nicht mehr wirksam.
Nach dem Ende des Zweiten Weltkriegs kam Hněvošice wieder an die Tschechoslowakei zurück und wurde wiederum dem Okres Opava zugeordnet. Im Jahre 1950 bestand Hněvošice aus 129 Häusern und hatte 658 Einwohner. Die beiden Wassertürme wurden 1969 errichtet. 1970 lebten in den 166 Häusern von Hněvošice 842 Personen. 1991 lebten in den 224 Häusern der Gemeinde 957 Menschen. Zwischen 1995 und 1996 erfolgte der Bau der neuen Kirche. Seit 1997 führt die Gemeinde ein Wappen und Banner, deren Symbolik die Schutzpatrone beider Dorfkirchen vereint. Im Jahre 2006 wurde hundert Meter nordwestlich des alten Friedhofes ein neuer Friedhof angelegt und im Oktober 2006 durch Bischof František Václav Lobkowicz geweiht. Beim Zensus von 2011 hatte Hněvošice 1000 Einwohner und bestand aus 244 Wohnhäusern.

## Gemeindegliederung
Für die Gemeinde Hněvošice sind keine Ortsteile ausgewiesen. Zu Hněvošice gehören die Einschichten Hájenka (Forsthaus Exnershain) und Zikalův Mlýn (Ziekalla-Mühle). Das Gemeindegebiet bildet einen Katastralbezirk.

## Sehenswürdigkeiten
- Schrotholzkirche St. Peter und Paul, errichtet 1730 anstelle eines abgebrannten hölzernen Vorgängerbaus. Im Jahre 1842 wurde die Kirche erneuert. Umgeben ist die Kirche vom alten Friedhof. Zusammen mit der aus einem Lattenzaun mit verputzten Ziegelpfeilern bestehenden Einfriedung ist die Kirche als Kulturdenkmal geschützt.
- Pfarrhaus, heute als Pfarramt und Arztpraxis genutzt.
- Pfarrkirche zum Guten Hirten, errichtet 1995–1996. Sie wurde am 27. Oktober 1996 durch den Ostrau-Troppauer Bischof František Václav Lobkowicz geweiht.
- Vier Kapellen an der Hauptstraße (Opavská)[12].
- Wegkreuz an der Hauptstraße.
- Gedenkstein der Opfer des Zweiten Weltkriegs, hinter der Schule am südwestlichen Ortsrand.
- Naturreservat Hněvošický háj, das Waldgebiet wurde 1970 unter Schutz gestellt. Im Jahre 2018 wurde der Schutzstatus erneuert. Es umfasst eine Fläche von 70,66 ha.